# 布朗德维尔
布朗德维尔（法語：Brandeville，法語發音：[bʁɑ̃dvil]）是法国默兹省的一个市镇，属于凡尔登区。

## 地理
布朗德维尔（49°23'32"N, 5°18'14"E）面积12.14 平方千米，位于法国大東部大區默兹省，该省份为法国西北部内陆省份，北与比利时接壤，西接马恩省和阿登省，南至上马恩省和孚日省，东临默尔特-摩泽尔省。
与布朗德维尔接壤的市镇（或旧市镇、城区）包括：布雷埃维尔、方丹圣克莱尔、卢瓦松河畔卢皮、米尔沃、勒穆瓦维尔。

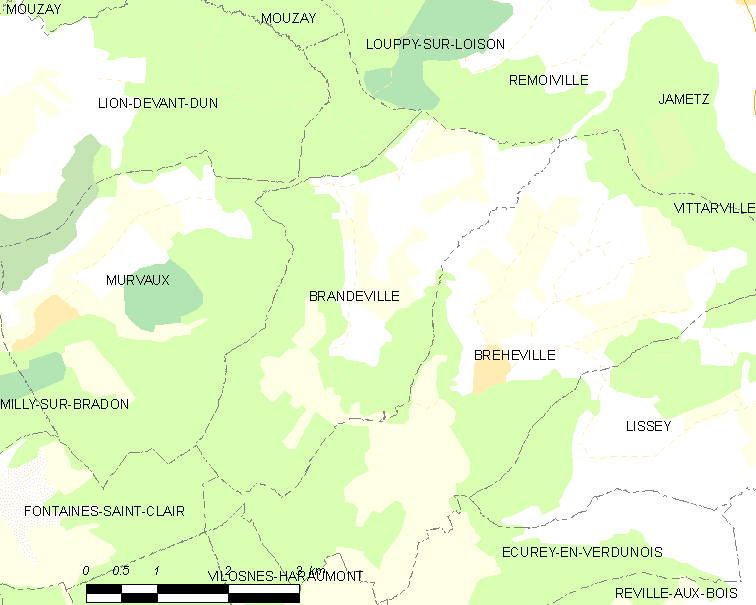
布朗德维尔的OSM定位图

布朗德维尔的时区为UTC+01:00、UTC+02:00（夏令时）。

## 行政
布朗德维尔的邮政编码为55150，INSEE市镇编码为55071。

## 政治
布朗德维尔所属的省级选区为蒙梅迪县。

## 人口

1962-2008年间布朗德维尔人口变化图示

布朗德维尔于2022年1月1日时的人口数量为172人。